# EuropaCorp

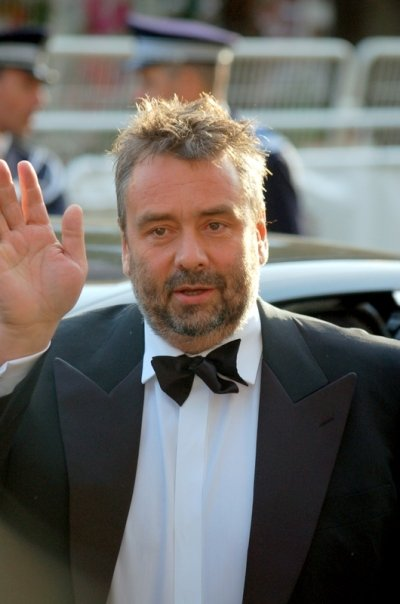
Люк Бессон, сооснователь компании.

EuropaCorp — студия французского кино, основанная Люком Бессоном и Пьером-Анжем Ле Погамом.

## История
В 1985 году Люк Бессон и Пьер-Анж Ле Погам впервые начали совместную работу над фильмом «Подземка»; Люк Бессон выступил режиссёром картины. Пьер-Анж Ле Погам был тогда директором по дистрибуции компании Gaumont.
Их сотрудничество продолжилось до 1999 года с крупным финансовым успехом во Франции для каждого из созданных фильмов, среди них: «Голубая бездна», «Никита», «Леон», «Пятый элемент», «Жанна Д’Арк». Одновременно Пьер-Анж внедрял инновационные методы продвижения продаж в Gaumont, что впервые были осуществлены в фильме «Пятый элемент». Это самый успешный в финансовом отношении французский фильм за всю историю.
В 1997 году Пьер-Анж стал заместителем директора в компании Gaumont. В сентябре 2000 года он вместе с Люком Бессоном создал EuropaCorp.
В июле 2007 года EuropaCorp успешно провела IPO на бирже Euronext.
В 2008 году проект EuropaCorp TV победил на конкурсе «Высшего совета по телевидению и радиовещанию» (Conseil supérieur de l’audiovisuel СТР) за изобретение, которое поможет развить Личное Мобильное Телевидение (Télévision mobile personnelle, TMP).

## Структура
Сегодня EuropaCorp — это компания, 62 % которой принадлежат Люку Бессону через его компанию FrontLine, и 8,06 % — Пьеру-Анжу; 23 % общественные.
Люк Бессон — Председатель Совета директоров EuropaCorp. Жан-Жюлиан Баронне (Jean-Julien Baronnet) — генеральный директор (с ноября 2008).
Постпродакшн, озвучивание осуществляется в Нормандии, в то время как редактирование изображения продолжается в Париже.

## Международный прокат
EuropaCorp произвел следующие популярные в мировом прокате фильмы: «Заложница» ($224 миллиона сборов по всему миру), «Артур и минипуты» ($107 миллионов), «Перевозчик 3» ($106 миллионов) и «Хитмэн» ($100 миллионов).
Многие всемирно известные актёры снимались в фильмах производства EuropaCorp.
EuropaCorp имеет филиал в Японии для распространения своих фильмов на этой территории. Идет речь о совместном производстве с 3 компаниями: Asmik Ace, Sumitomo Corporation и Kadokawa Shoten.

## Фильмография

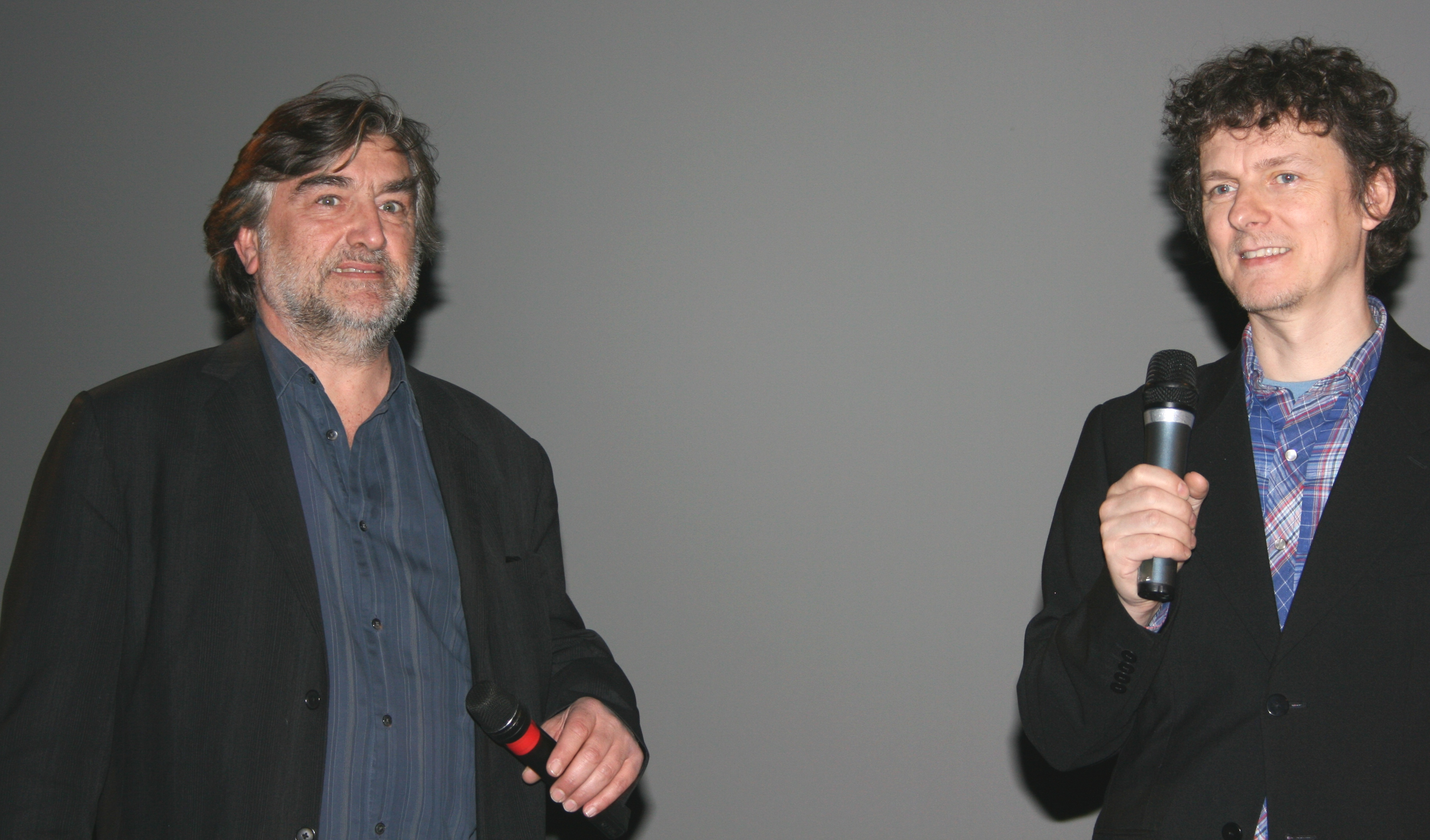
Пьер-Анж Ле Погам и Мишель Гондри, март 2008

### 2000
- Такси 2 / Taxi 2; реж. Жерар Кравчик
- Танцор / The Dancer; реж. Фред Гарсон
- Выход / Exit; реж Оливье Мегатон

### 2001
- Ямакаси: Новые самураи / Yamakasi — Les samouraïs des temps modernes; реж. Ариэль Зейтун
- 15 августа / 15 août; реж. Патрик Алессандрен
- Поцелуй дракона / Kiss of the dragon; реж Крис Нэон
- Васаби / Wasabi; реж. Жерар Кравчик
- Опасная правда / Antitrust; реж. Питер Хауит
- Соблазн / Original Sin; реж. Майкл Кристофер
- Ночь в баре Маккула / One Night at McCool’s; реж. Харальд Цварт

### 2002
- Бланш / Blanche; реж. Берни Бонвуазен
- Шкура ангела / Peau d’ange; реж. Венсан Перес
- Перевозчик / Transporter, The; реж. Луи Летерье
- Хаос и желание / La turbulence des fluides; реж. Манон Бриан
- Слезы чёрного тигра / Tears of the Black Tiger; реж. Визит Сасанатиенг
- Вместе / 和你在一起; реж. Чэнь Кайгэ

### 2003
- Смех и Наказание / Rire et Châtiment; реж. Изабель Доваль
- Такси 3 / Taxi 3; реж. Жерар Кравчик
- Я, Цезарь / Moi César, 10 ans ½, 1m39; реж. Ришар Берри
- Тристан / Tristan; реж. Филипп Арель
- Фанфан-тюльпан / Fanfan la tulipe реж. Жерар Кравчик
- Отбивные / Les Côtelettes; реж. Бертран Блие
- Кровавая жатва / Haute tension; реж. Александр Ажа
- Счастье ничего не стоит / La Felicita, le bonheur ne coûte rien; реж. Миммо Калопрести
- Мишель Вальян: Жажда скорости / Michel Vaillant; реж. Луи-Паскаль Кувлер
- Опасный Бангкок / Bangkok Dangerous; реж. Оксид Пан
- Запятнанная репутация / The Human Stain; реж. Роберт Бентон
- Онг Бак / Ong bak; реж. Прачья Пинкаю
- Зелёные мясники / De grønne slagtere; реж. Андерс-Томас Йенсен

### 2004
- Багровые реки 2: Ангелы апокалипсиса / Les Rivières pourpres 2 — Les anges de l’apocalypse; реж. Оливье Даан
- Ложь, измена и тому подобное… / Mensonges et trahisons et plus si affinités; реж.
- Точная копия / À ton image; реж. Аруна Виллиерс
- 13-й район / Banlieue 13; реж. Пьер Морель

### 2005
- Денни цепной пёс / Danny the Dog; реж. Луи Летеррье
- Ze фильм / Ze film; реж. Ги Жак
- Суфлёр / Le Souffleur; реж. Гийом Пикси
- Ясные глаза / Les Yeux clairs; реж. Жером Боннель
- Обман / Imposture; реж. Патрик Бушите
- Следующий! / Au suivant !; реж. Жанн Бира
- Перевозчик 2 / Transporteur II, Le; реж. Луи Летеррье
- Револьвер / Revolver; реж. Гай Ричи
- Чёрный ящик / La Boîte noire; реж. Ришар Берри
- Три могилы / The Three Burials of Melquiades Estrada; реж. Томми Ли Джонс
- Ангел-А / Angel-A; реж. Люк Бессон
- Не уходи / À corps perdus; реж. Серджио Кастеллитто

### 2006
- Быть Стэнли Кубриком / Colour Me Kubrick; реж. Брайан У. Кук
- Бандитки / Bandidas; реж. Хоаким Роннинг, Эспен Сандберг
- Дочери китайского ботаника / 蝴蝶; реж. Sijie Dai
- Dikkenek / Dikkenek; реж. Оливье Ван Хуфстадт
- Городская собака / Mah nakorn; реж. Визит Сасанатиенг
- Когда я был певцом / Quand j'étais chanteur; реж. Ксавьер Джианолли
- Не говори никому / Ne le dis à personne; реж. Гийом Кане
- Артур и минипуты / Arthur et les minimoys; реж. Люк Бессон
- Адамовы яблоки / Adams æbler; реж. Андерс-Томас Йенсен

### 2007
- Такси 4 / Taxi 4; реж. Жерар Кравчик
- Мишу из Д’Обера / Michou d’Auber; реж. Томас Жилу
- Любовь и другие катастрофы / Love and Other Disasters; реж. Алек Кешишиан
- Гость / L’invité; реж. Лоран Буник
- Секрет / Si j'étais toi / The Secret; реж. Венсан Перес
- Бандиты в масках / Le Dernier Gang; реж. Ариэль Зейтун
- Хитмэн / Hitman; реж. Ксавьер Генс

### 2008
- Граница / Frontière(s); реж. Ксавьер Генс
- Замок в Испании / Un château en Espagne; реж. Изабель Доваль
- Заложница / Taken; реж. Пьер Морель
- Высокие стены / Les hauts murs; реж. Кристиан Фауре
- Саган / Sagan; реж. Диана Кюри
- Дави на газ / Go Fast; реж. Оливье Ван Хуфстадт
- Being W / Being W; реж. Мишель Ройер, Карл Зеро
- Перевозчик 3 / Transporter 3; реж. Оливье Мегатон
- Четыре минуты / Vier Minuten; реж. Крис Краус
- Перемотка / Be Kind Rewind; реж. Мишель Гондри
- Август Раш / August Rush; реж. Кёрстен Шеридан
- Влюбиться в невесту брата / Dan in Real Life; реж. Питер Хэджес
- G.A.L. / G.A.L.; реж. Мигель Куртуа

### 2009
- Очень специальный репортаж / Envoyés très spéciaux; реж. Фредерик Обуртен
- 13-й район: Ультиматум / Banlieue 13 Ultimatum; реж. Патрик Алессандрен
- Вилла Амалия / Villa Amalia; реж. Бенуа Жако
- Миссионер / Le Missionnaire; реж. Роже Делаттре
- Дом / Home; реж. Ян Артюс-Бертран
- Статен-Айленд / Staten Island; реж. Джеймс ДеМонако
- Вольер / Human Zoo; реж. Ри Расмуссен
- Розовое и чёрное / Rose et Noir; реж. Жерар Жюньо
- Концерт / Le Concert; реж. Раду Михайляну
- В начале / À l’origine; реж. Ксавьер Джианолли
- Артур и месть Урдалака / Arthur et la vengeance de Maltazard; реж. Люк Бессон
- Мисс Петтигрю / Miss Pettigrew; реж. Бхарат Наллури
- Онг Бак 2: Непревзойдённый / Ong bak 2; реж. Тони Джа
- Слёзы для Продажи / Tears for Sale / Čarlston za Ognjenku; реж. Урос Стоянович
- Бухта / The Cove; реж. Луи Психойос

### 2010
- Свистун / Le siffleur; реж. Филипп Лефевр
- Я люблю тебя, Филлип Моррис / I Love You Phillip Morris; реж. Гленн Фикарра, Джон Рекуа
- Из Парижа с любовью / From Paris with Love; реж. Пьер Морель
- Курьер / Coursier; реж. Эрве Рено
- 22 пули: Бессмертный / L’Immortel; реж. Ришар Берри
- Необычайные приключения Адель / Les Aventures extraordinaires d’Adèle Blanc-Sec; реж. Люк Бессон
- Маленькая ложь во спасение / Les petits mouchoirs; реж. Гийом Кане
- Артур и война двух миров / Arthur et la guerre des deux mondes; реж. Люк Бессон
- Древо жизни / The Tree of Life; реж. Терренс Малик

### 2011
- Аляль-полиция / Halal police d'État; реж. Рашид Дибу
- Коломбиана / Colombiana; реж. Оливье Мегатон
- Притон / La Planque; реж. Аким Искер
- Женский источник / La Source des femmes; реж. Раду Михайляну
- Неслышное касание / Un baiser papillon; реж. Карин Силла
- Кафе за углом / Au bistro du coin; реж. Шарль Немес
- Монстр в Париже / Un monstre à Paris; реж. Бибо Бержерон
- Леди / The Lady; реж. Люк Бессон
- Перевозчик / Transporter: The Series
- Сибирь. Монамур / Siberie/ Monamour; реж. Слава Росс

### 2012
- Любовь живёт три года / L’amour dure trois ans; реж. Фредерик Бегбедер
- Слепой / À l’aveugle; реж. Ксавьер Палю
- Напролом / Lockout; реж. Джеймс Мэтер и Стивен Сент-Леджер
- Заложница 2 / Taken 2; реж. Оливье Мегатон

### 2013
- Мёбиус / Möbius; реж. Эрик Рошан
- Джек и механическое сердце / La Mécanique du cœur; реж. Матиас Мальзьё и Стефани Берла
- Малавита / Malavita; реж. Люк Бессон

### 2014
- Три дня на убийство / Three Days to Kill; реж. Макджи
- 13-й район: Кирпичные особняки / Brick Mansions; реж. Камилль Деламарре
- Люси / Lucy; реж. Люк Бессон

### 2015
- Заложница 3 / Taken 3; реж. Оливье Мегатон
- Перевозчик: Наследие / The Transporter Refueled; реж. Камилль Деламарре
- Большая игра / Big Game; реж. Ялмари Хеландер
- Бис / Bis; реж. Доминик Фарруджия

### 2018
- Такси 5/ Taxi 5; реж. Франк Гастамбид

### 2019
- Киллер/ Tueur; реж. Франк Гастамбид, Андрей Форжст (совместно с кинокомпанией STARFILM; в производстве)